# بونغ هوكينز
بونغ هوكينز (بالتاغالوغية: Bong Hawkins)‏ مواليد 6 نوفمبر 1967 في مانيلا، هو لاعب كرة سلة فلبيني سابق. بدأ مسيرته الاحترافية في سنة 1991. حمل الرقم 16. اعتزل اللعب في 2006. لعب مع ألاسكا أيسز وباوريد تايغرز.